# Tifany Huot-Marchand
Tifany Huot-Marchand (Besançon, 10 maggio 1994) è una pattinatrice di short track francese.

## Biografia
È sorella della pattinatrice Manon Huot-Marchand.
Ha rappresentato la Francia ai Giochi olimpici invernali di Pyeongchang 2018. E' allenata dal commissario tecnico Ludovic Mathieu.
Ai campionati europei di short track di Dresda 2018 ha vinto la medaglia di bronzo nella staffetta 3000 metri, con le compagne di nazionale Véronique Pierron, Selma Poutsma e Gwendoline Daudet.
Si è laureata campionessa continentale a Danzica 2021 nella staffetta 3000 metri, gareggiando con le connazionali Aurélie Lévêque, Gwendoline Daudet e Aurélie Monvoisin. Con le stesse compagne ai mondiali di Dordrecht 2021 ha vinto la medaglia d'argento nella staffetta 3000 metri, terminando alle spalle dei Paesi Bassi.

## Palmarès
- Mondiali

Dordrecht 2021: argento nella staffetta 3000 m;
- Europei

Dresda 2018: bronzo nella staffetta 3000 m;
Danzica 2021: oro nella staffetta 3000 m;